# Aslan Albakov
Aslan Albakov (Russisch: Аслан Албаков) is een Tsjetsjeens voormalig worstelaar in de Grieks-Romeinse stijl. In deze discipline is hij bekerwinnaar geweest van de Sovjet-Unie.
Eerder is hij Europees kampioen geweest bij de junioren. Sinds 2001 woont hij in België, waar hij trainer is van een worstelclub in Verviers. Met zijn ploeg heeft hij al meerdere prijzen gewonnen. Verder treedt hij op als scheidsrechter van worsteltoernooien en is hij officieel FILA-scheidsrechter.